# أوربانو غونزاليس سيرانو
أوربانو غونزاليس سيرانو (بالإسبانية: Urbano González Serrano)‏ هو فيلسوف وعالم نفس إسباني، ولد في 1848 في نافالمورال دي لا ماتا في إسبانيا، وتوفي في 13 يناير 1904 في مدريد في إسبانيا.